# Chien courant

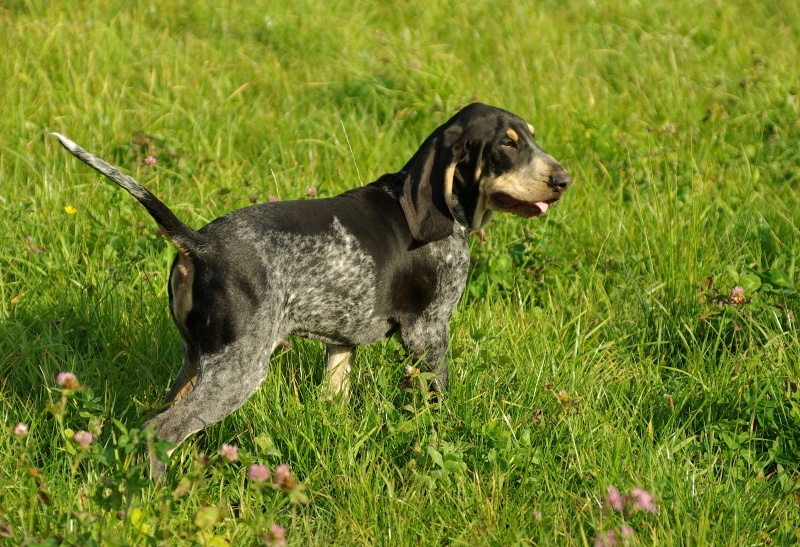
Le petit bleu de Gascogne est un chien courant.

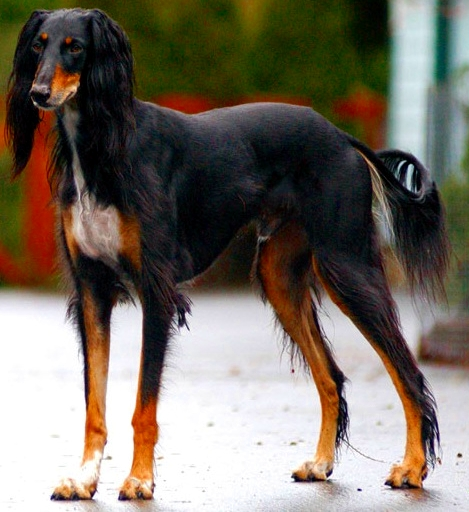
Le saluki aussi.

Un chien courant est un chien de chasse dont la fonction est de poursuivre ou d'attraper le gibier. Il est différent du chien d'arrêt qui désigne au chasseur la présence du gibier, et du chien de rapport qui rapporte le gibier.
Parmi les chiens courants, on distingue ceux qui chassent à vue, chiens rapides de type lévrier du groupe 10 de la FCI, et les chiens qui chassent à l'odeur, dont l'odorat est particulièrement fin (correspondant au groupe 6 de la FCI).